# Wilhelm Eder (opat)
Wilhelm Eder OSB (9. června 1780 Feuersbrunn – 24. září 1866 Melk) byl rakouský římskokatolický duchovní, opat benediktinského kláštera v Melku a politik německé národnosti, v 2. polovině 19. století poslanec Říšské rady.

## Biografie

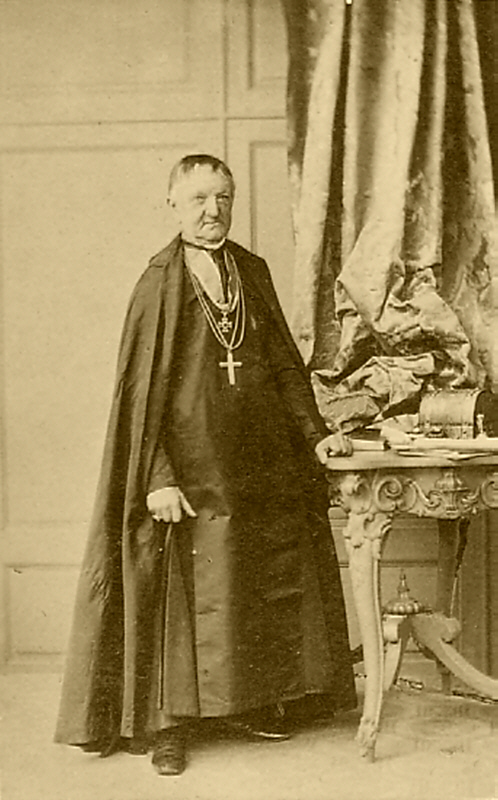
Fotografie Wilhelma Edera.

V roce 1801 vstoupil do benediktinského kláštera v Melku. Roku 1804 byl vysvěcen na kněze. Vyučoval na klášterním gymnáziu, pak působil jako pedagog na učitelském ústavu v Melku, kde přednášel morální a pastorační teologii. Roku 1813 se stal správcem kláštera a roku 1838 jeho opatem. Byl primasem dolnorakouského sdružení prelátů.
Po obnovení ústavní vlády se zapojil i do parlamentní politiky. Byl poslancem Dolnorakouského zemského sněmu. Zemský sněm ho roku 1861 delegoval i do Říšské rady (tehdy ještě volené nepřímo) za Dolní Rakousy (kurie velkostatkářská. K roku 1861 se uvádí jako prelát, bytem v Melku.
Byl osobním přítelem liberálního politika Antona von Schmerlinga a podílel se na zavádění reforem iniciovaných kardinálem Bedřichem Schwarzenbergem. Zreformoval i hospodaření kláštera v Melku. Získal pro klášter velkostatek Marghita v Uhersku.